# Quadrinarea u-flava
Quadrinarea u-flava är en insektsart som beskrevs av Goding 1927. Quadrinarea u-flava ingår i släktet Quadrinarea och familjen hornstritar. Inga underarter finns listade i Catalogue of Life.